# Halowe Mistrzostwa Świata w Lekkoatletyce 1997 – sztafeta 4 × 400 m mężczyzn
Sztafeta 4 × 400 m mężczyzn – jedna z konkurencji rozgrywanych podczas halowych mistrzostw świata w lekkoatletyce w 1997. Eliminacje oraz finał zostały rozegrane 9 marca.
Udział w tej konkurencji brały ekipy reprezentujące 10 państw. Zawody te wygrała reprezentacja Stanów Zjednoczonych, drugą pozycję zajęli zawodnicy z Jamajki, trzecią zaś reprezentanci Francji.

## Wyniki

### Eliminacje
Źródło: 
Bieg 1
| Miejsce | Zawodnicy                                                          | Państwo           | Wynik   |
| ------- | ------------------------------------------------------------------ | ----------------- | ------- |
| 1.      | Jason Rouser Sean Maye Mark Everett Deon Minor                     | Stany Zjednoczone | 3:08,03 |
| 2.      | Martin Lachkovics Rafik Elouardi Andreas Rechbauer Thomas Griesser | Austria           | 3:08,37 |
| 3.      | Shunji Karube Dai Tamesue Masayoshi Kan Shigekazu Ōmori            | Japonia           | 3:08,58 |
| 4.      | Dmitrij Biej Dmitrij Kosow Dmitrij Guzow Dmitrij Gołowastow        | Rosja             | 3:08,85 |
| 5.      | Claudinei da Silva Osmar dos Santos Flávio Godoy Geraldo Maranhão  | Brazylia          | 3:10,50 |

Bieg 2
| Miejsce | Zawodnicy                                                          | Państwo         | Wynik   |
| ------- | ------------------------------------------------------------------ | --------------- | ------- |
| 1.      | Garth Robinson Michael McDonald Dinsdale Morgan Gregory Haughton   | Jamajka         | 3:06,87 |
| 2.      | Pierre Marie Hilaire Rodrigue Nordin Loïc Lerouge Fred Mango       | Francja         | 3:09,50 |
| 3.      | Andrea Nuti Alessandro Aimar Ashraf Saber Marco Vaccari            | Włochy          | 3:09,98 |
| 4.      | Alejandro Cárdenas Juan Jesús Gutiérrez Alberto Araújo Luis Toledo | Meksyk          | 3:11,41 |
| 5.      | Guy Bullock Richard Knowles Sean Baldock Adrian Patrick            | Wielka Brytania | 3:14,55 |

### Finał
Źródło: 
| Miejsce | Zawodnicy                                                          | Państwo           | Wynik   |
| ------- | ------------------------------------------------------------------ | ----------------- | ------- |
| 01 !    | Jason Rouser Mark Everett Sean Maye Deon Minor                     | Stany Zjednoczone | 3:04,93 |
| 02 !    | Linval Laird Michael McDonald Dinsdale Morgan Gregory Haughton     | Jamajka           | 3:08,11 |
| 03 !    | Pierre Marie Hilaire Rodrigue Nordin Loïc Lerouge Fred Mango       | Francja           | 3:09,68 |
| 4.      | Dmitrij Biej Rusłan Maszczenko Dmitrij Kosow Dmitrij Gołowastow    | Rosja             | 3:09,75 |
| 5.      | Martin Lachkovics Rafik Elouardi Andreas Rechbauer Thomas Griesser | Austria           | 3:11,47 |
| 6.      | Shunji Karube Dai Tamesue Shigekazu Ōmori Masayoshi Kan            | Japonia           | 3:20,18 |